# 蓋伊峰
蓋伊峰（英語：Guy Peaks），是南極洲的山峰，位於埃爾斯沃思地，處於博格森山東北面6公里，在1946年12月根據美國海軍拍攝的空中照片繪入地圖，現時由南極條約體系管理。